# Nespojovaná komunikace
Nespojovaná komunikace (anglicky Connectionless communcation, CL-mode) je metoda přenosu dat používaná v sítích s přepojováním paketů, při které se každá protokolová datová jednotka (PDU) přenáší samostatně bez předchozího navázání spojení. Síť proto také každou PDU směruje samostatně na základě adresních informací v ní obsažených.
Protikladem je spojovaná komunikace, při které se nejdříve naváže spojení a vytvořeným datovým kanálem se pak se přenášejí data.

## Způsob fungování
Při nespojované komunikaci mezi dvěma koncovými body v síti lze poslat zprávu z jednoho koncového bodu na jiný bez předchozí přípravy. Zařízení na jednom konci komunikace vysílá data adresovaná druhému zařízení aniž by předem zjišťovalo, zda je příjemce dostupný a připravený přijímat data. Některé nespojované protokoly umožňují opravu chyb opakováním přenosu. Mezi nespojované protokoly patří Internet Protocol (IP) a User Datagram Protocol (UDP).
Pakety vysílané v nespojovaném režimu se často nazývají datagramy.
Nespojované protokoly se obvykle považují za bezstavové protokoly, protože koncové body nemají žádný protokolem definovaný způsob jak si pamatovat, v jakém místě komunikace se nacházejí.
Při spojované komunikaci se před přenosem uživatelských dat musí uskutečnit dialog obou koncových bodů, při kterém se vytvoří logický nebo fyzický datový kanál nebo spojení.
Výhodou nespojované komunikace oproti spojované je nižší režie zejména při přenosu krátkých zpráv. Nespojovaná komunikace také umožňuje rozeslání stejných dat několika příjemcům jediným přenosem použitím multicastu nebo broadcastu.
U nespojovaných přenosových služeb nemůže poskytovatel obvykle zaručit, že nedojde ke ztrátě dat, chybnému vložení, chybnému doručení, duplikaci nebo doručení paketů ve špatném pořadí. Ale vliv chyb může být zmenšen implementací protokolu pro opravu chyb uvnitř aplikace.
Nespojovaný režim neumožňuje žádné optimalizace při posílání většího počtu protokolových datových jednotek mezi dvěma uzly. Při spojované komunikaci si jednotlivé komponenty (routery, bridge) na cestě sítí mohou při navazování spojení před výměnou dat předem vypočítat (a dočasně zapamatovat) informace pro směrování, což dovoluje provést výpočet cesty jednou pro celé spojení. Síťové prvky také mohou rezervovat kapacitu pro přenos následujících datových jednotek, například při video downloadu.
Dělení služeb a protokolů na spojované a nespojované se většinou provádí v následujících vrstvách referenčního modelu ISO/OSI:
- Transportní vrstva: TCP je spojovaný transportní protokol. UDP je nespojovaný.
- Síťová vrstva. Internetové protokoly používají pro přenos dat Internet Protocol, které je nespojovaný. OSI protokoly mají spojované služby CONS a nespojované služby CLNS.
- Linková vrstva: protokol HDLC a IEEE 802.2 definující podvrstvu Logical Link Control linkové vrstvy poskytuje nespojovanou i spojovanou službu. Důvodem je, že některé síťové protokoly (např. první verze protokolu Path Control v protokolovém zásobníku SNA firmy IBM) vyžadovaly spojované služby linkové vrstvy. Novějším protokolům (jako IP) nespojované služby linkové vrstvy postačují (po doplnění protokolu APPN funguje SNA i s linkovou vrstvou, která poskytuje pouze nespojovanou službu).

## Významné nespojované protokoly
- Internet Protocol (IP)
- User Datagram Protocol (UDP)
- Internet Control Message Protocol (ICMP)
- Internetwork Packet Exchange (IPX)
- CLNP
- TIPC
- NetBEUI